# Mansour Moalla
Pour les articles homonymes, voir Moalla.
Mansour Moalla (arabe : منصور معلى), né le 1er mai 1930 à Sfax, est un homme politique et économiste tunisien.

## Biographie

### Formation
Il voit le jour dans une modeste famille de Sfax, où il poursuit ses études jusqu'au baccalauréat. Il monte ensuite à Tunis pour suivre des études de droit, avant de se rendre à Paris pour achever son cursus.
Titulaire d'une licence ès lettres, d'un doctorat en droit et d'un diplôme de l'Institut d'études politiques, passé par l'École nationale d'administration (promotion France-Afrique), il exerce la fonction d'inspecteur des finances en France avant son retour en Tunisie.

### Carrière administrative et politique
Fondateur en 1957, avec Hédi Nouira, de la Banque centrale de Tunisie, il y exerce la fonction de directeur général.
Durant la présidence de Habib Bourguiba, il est successivement ministre de l'Industrie et du Commerce (26 juillet 1967-24 octobre 1968), des PTT (8 septembre 1969-12 juin 1970), du Plan (12 juin 1970-25 septembre 1974) et des Finances et du Plan (25 avril 1980-18 juin 1983). Il contribue activement durant cette dernière période à la création de l'Ordre des experts-comptables de Tunisie en 1983.
Il est écarté du gouvernement en 1983 à la suite d'un différend avec le Premier ministre Mohamed Mzali concernant le déficit budgétaire et la caisse de compensation.

### Secteur privé
Conscient du rôle que doit jouer le secteur privé dans les finances et de la nécessité de renforcer le secteur financier pour développer l'économie nationale, il décide de fonder la Banque internationale arabe de Tunisie (BIAT) en 1976, avec des investisseurs du golfe Persique, et la dirige jusqu'en 1994. Il est également le fondateur du Groupe des assurances de Tunis (GAT).
Il crée en 1985 l'Institut arabe des chefs d'entreprises.

### Vie privée
Mansour Moalla est marié et père de quatre enfants. Sa fille Nejla est ministre du Commerce et de l'Artisanat dans le gouvernement Jomaa.

### Décorations
- Grand cordon de l'Ordre de la République tunisienne (1971)[4] ;
- Grand cordon de l'Ordre tunisien de l'Indépendance (1974)[5].

## Publications
- L'État tunisien et l'indépendance, Tunis, Cérès, 1993, 267 p. (ISBN 978-9973190192).
- De l'Indépendance à la Révolution : système politique et développement économique en Tunisie, Tunis, Sud Éditions, 2011, 637 p. (ISBN 978-9938010459)[6],[7].
- La Révolution... et après ?, Tunis, Sud Éditions, 2012, 252 p. (ISBN 978-9938010657).
- Gouverner, Tunis, Société nouvelle d'impression, de presse et d'édition, 2014, 416 p. (ISBN 978-9973752147)[8].
- Sortie de la crise et union nationale : pourquoi et comment ?, Tunis, Leaders, 2020, 316 p. (ISBN 978-9973095725)[9].